# Tilasita
La tilasita és un mineral de la classe dels fosfats, que pertany i dona nom al grup de la tilasita. Rep el nom en honor de Daniel Tilas (Gammelbo, Suècia, 2 de març de 1712 a - Estocolm, 27 d'octubre de 1772), polític, geòleg, enginyer de mines, vicari de Hammar, director de mines i governador regional.

## Característiques
La tilasita és un arsenat de fórmula química CaMg(AsO₄)F. Cristal·litza en el sistema monoclínic. La seva duresa a l'escala de Mohs és 5.
Segons la classificació de Nickel-Strunz, la tilasita pertany a «08.BH: Fosfats, etc. amb anions addicionals, sense H₂O, amb cations de mida mitjana i gran, (OH, etc.):RO₄ = 1:1» juntament amb els següents minerals: thadeuïta, durangita, isokita, lacroixita, maxwellita, panasqueiraïta, drugmanita, bjarebyita, cirrolita, kulanita, penikisita, perloffita, johntomaïta, bertossaïta, palermoïta, carminita, sewardita, adelita, arsendescloizita, austinita, cobaltaustinita, conicalcita, duftita, gabrielsonita, nickelaustinita, tangeïta, gottlobita, hermannroseïta, čechita, descloizita, mottramita, pirobelonita, bayldonita, vesignieïta, paganoïta, jagowerita, carlgieseckeïta-(Nd), attakolita i leningradita.

## Formació i jaciments
Va ser descoberta a Långban, al municipi de Filipstad (Värmland, Suècia). També ha estat descrita en altres indrets del pas escandinau, així com a Suïssa, Espanya, Macedònia del Nord, Itàlia, Alemanya, Àustria, Algèria, Namíbia, Rússia, Índia, Austràlia i els Estats Units.